# كالب ديشانيل
كالب ديشانيل (بالإنجليزية: Caleb Deschanel)‏ (و. 1944  م) هو مصور سينمائي، ومخرج أفلام أمريكي، ولد في فيلادلفيا.

## التعليم
تعلم في جامعة كاليفورنيا الجنوبية، وجامعة جونز هوبكينز، وكلية جامعة جنوب كاليفورنيا للفنون السينمائية ‏.

## وصلات خارجية
- كالب ديشانيل على موقع IMDb (الإنجليزية)
- كالب ديشانيل على موقع ميتاكريتيك (الإنجليزية)
- كالب ديشانيل على موقع روتن توميتوز (الإنجليزية)
- كالب ديشانيل على موقع قاعدة بيانات الأفلام العربية
- كالب ديشانيل على موقع ألو سيني (الفرنسية)
- كالب ديشانيل على موقع تيرنر كلاسيك موفيز (الإنجليزية)
- كالب ديشانيل على موقع أول موفي (الإنجليزية)
- كالب ديشانيل على موقع قاعدة بيانات الأفلام السويدية (السويدية)
- كالب ديشانيل على موقع ديسكوغز (الإنجليزية)
- كالب ديشانيل على موقع قاعدة بيانات الفيلم (الإنجليزية)